# Marie Newman

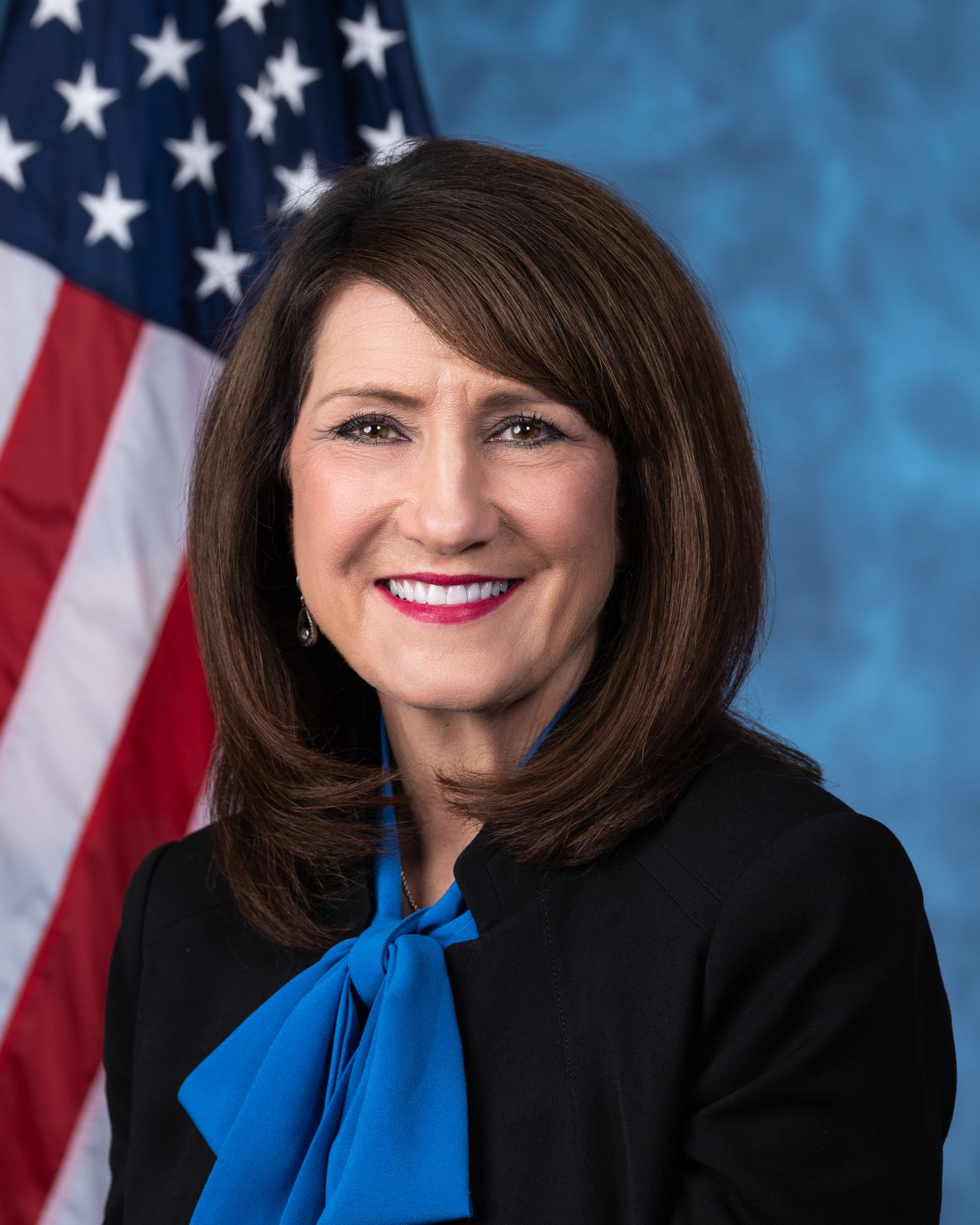
Marie Newman (2021)

Marie Newman (* 13. April 1964 geboren als Marie Klaassen in Chicago, Illinois) ist eine US-amerikanische Politikerin der Demokratischen Partei. Von 2021 bis 2023 vertrat sie den dritten Distrikt des US-Bundesstaats Illinois im US-Repräsentantenhaus.

## Leben
Newman wurde am 13. April 1964 in Chicago, Illinois, geboren. Sie besuchte die Carl Sandburg High School in Orland Park. Nachdem sie anderthalb Jahre lang die Marquette University in Milwaukee besucht hatte, wechselte sie an die University of Wisconsin-Madison, wo sie 1986 einen Abschluss als Bachelor of Arts machte.
Newman arbeitete für mehrere Firmen als Agenturleiter. Sie gründete ihre eigene Beratungsfirma im Jahr 2005. Sie gründete auch eine eigene gemeinnützige Organisation zur Bekämpfung von Mobbing, nachdem eines ihrer Kinder gemobbt worden war. Sie wurde von Gouverneur Pat Quinn in eine regionale Anti-Mobbing-Task Force berufen und von der Sears Holdings Corporation gebeten, eine nationale Anti-Mobbing-Koalition von 70 gemeinnützigen Organisationen zu gründen.
Newman lebt mit ihrem Ehemann Jim und ihren beiden Kindern in La Grange (Illinois). Das Paar heiratete 1996.

## Politische Karriere
Newman hat an mehreren demokratischen Kampagnen für öffentliche Ämter gearbeitet. Zwischen 2015 und 2017 setzte sie sich für Waffenkontrollmaßnahmen wie Hintergrundkontrollen ein.
Newman unterstützte Bernie Sanders bei der demokratischen Präsidentschaftsvorwahl 2016 in Illinois und Hillary Clinton bei den Parlamentswahlen im November. Am Tag nach Clintons Verlust bewarb sie sich beim Illinois Women’s Institute for Leadership. Anfang Januar 2017 hatte Newman ihr Geschäft geschlossen, um sich vollzeitlich der Politik zu widmen.
Am 10. April 2017 erklärte Newman ihre Kandidatur für den dritten Kongresswahlbezirk von Illinois und forderte den demokratischen Amtsinhaber Dan Lipinski heraus, ein Mitglied der Blue Dog Coalition, der den Sitz seit 2005 innehatte, nachdem sein Vater ihn 22 Jahre lang gehalten hatte. Newman wurde von Lipinski am 20. März 2018 mit 51,1 % geschlagen. Er selbst konnte die Wahl zum Repräsentantenhaus der Vereinigten Staaten 2018 sehr klar mit 73 % gegen den Republikaner Arthur Jones gewinnen.
Newman stieß in der demokratischen Vorwahl 2020 erneut auf Lipinski. Am 17. März 2020 konnte sie Lipinski in der demokratischen Vorwahl mit 47,2 % zu 44,7 % der Stimmen besiegen. Ihr Sieg beendete eine 38-jährige Amtszeit der Familie Lipinski im Distrikt. Bill Lipinski gewann den Sitz 1983, damals noch als fünfter Distrikt (seit 1993 als dritter), und 2005 folgte sein Sohn Dan. Am 3. November gewann Newman auch die allgemeinen Wahlen 2020 und besiegte den Republikaner Mike Fricilone mit 56,4 %. Ihre Legislaturperiode im Repräsentantenhaus des 117. Kongresses lief bis zum 3. Januar 2023.
Die Primary (Vorwahl) ihrer Partei für die Wahlen 2022 am 28. Juni, nunmehr für den sechsten Wahlkreis (aufgrund des United States Census 2020 verlor Illinois einen weiteren Sitz, weshalb sich die Distrikte verschoben), konnte sie gegen den Amtsinhaber Sean Casten nicht gewinnen, sie unterlag mit lediglich 28,8 %. Dadurch schied sie am 3. Januar 2023 aus dem Repräsentantenhaus aus.

### Ausschüsse
Newman war zuletzt Mitglied in folgenden Ausschüssen des Repräsentantenhauses:
- Committee on Small Business
  - Contracting and Infrastructure
  - Economic Growth, Tax, and Capital Access
  - Innovation, Entrepreneurship, and Workforce Development
- Committee on Transportation and Infrastructure
  - Highways and Transit
  - Railroads, Pipelines, and Hazardous Materials

Sie war außerdem Mitglied im Congressional Progressive Caucus sowie in 15 weiteren Caucuses.

### Politische Ansichten
Newman unterstützt Abtreibungsrechte, Waffenkontrolle, einen Mindestlohn von 15 US-Dollar, einen Green New Deal und Medicare for All. Ihre Kampagnen wurden sowohl 2018 als auch 2020 von Justice Democrats unterstützt, einer Organisation, die fortschrittliche Kandidaten finanziert. Die Sunrise-Bewegung unterstützte ihre Kampagne im Jahr 2020.